# Албукерке Бруну, Жуан Витор ди
Жуа́н Ви́тор ди Албуке́рке Бру́ну (порт. João Víctor de Albuquerque Bruno; род. 7 ноября 1988, Олинда, Пернамбуку) — бразильский футболист, полузащитник клуба «Хайдарабад».

## Биография
Жуан Витор родился 7 ноября 1988 года в бразильском городе Олинда. Начал заниматься футболом в родном городе.

## Карьера
Начал свою профессиональную карьеру в клубе «Наутико Ресифи». Позднее переехал в город Сан-Каэтану и начал играть за одноимённый с городом клуб. В составе «Сан-Каэтано» играл на ведущих ролях и помог команде выйти в Серию А Бразилии. Позднее играл в ещё одном бразильском клубе «Трези».
В начале 2009 года по приглашению Луиса Фелипе Сколари переехал в Узбекистан и подписал контракт с ташкентским «Бунёдкором». В составе «Бунёдкора» в период 2009—2010 годов, Жуан сыграл в 20 матчах и забил пять голов. Позднее по финансовым причинам покинул «Бунёдкор» и подписал пятилетний контракт с испанской «Мальоркой».
В августе 2010 года он играл в дебютном матче в составе «Мальорки», в том матче «Мальорка» играла против «Реал Сосьедада» в испанской Ла Лиге, счёт матча 2:0 в пользу «Мальорки».
7 октября 2012 года, в матче с «Гранадой» Жуан Витор на 15-й минуте матча повредил крестообразную связку мышцы колена. Жуан вышел из строя до июля 2014 года, но позднее в августе снова присоединился к команде.

## Достижения
- Чемпион Узбекистана: 2009